# Walabaru
Walabaru ist ein Dorf im Südwesten von Osttimor. Es befindet sich im Verwaltungsamt Tilomar in der Gemeinde Cova Lima. Bis 2015 gehörte die Siedlung zum Suco Lalawa. Seit der Gebietsreform ist sie Teil des Sucos Beiseuc.
Walabaru liegt an der Überlandstraße, die von der Stadt Suai nach Westen zur Grenze zum indonesischen Teil Westtimors führt. Walabaru ist die letzte osttimoresische Siedlung vor dem Grenzübergang Motamasin, der etwa zwei Kilometer weiter westlich liegt. In nordöstlicher Richtung liegt mit Tulaeduc Bawah fast im direkten Übergang das nächste Straßendorf. Östlich befindet sich der Onu Laran, der größte See in der Gemeinde Cova Lima. Die einzige Straße, die in Walabaru von der Überlandstraße abgeht, führt nach Westen zur Kirche des Ortes.